# Timothy Gallwey
Timothy Gallwey (* 12. August 1938 in San Francisco) ist ein US-amerikanischer Sportpädagoge, Bestseller-Autor, Referent und Business-Consultant im Personalwesen von Firmen.

## Leben
Gallwey war schon als Kind ein talentierter Tennisspieler. Er absolvierte den Studiengang für Englische Literatur an der Harvard University und war auch als Captain für das Harvard Tennis Team tätig. Er diente auch als Offizier in der US Marine und war einer der Mitbegründer eines Colleges für Freie Künste im Mittleren Westen der USA. Seine beruflichen Erfahrungen als Tennislehrer im kalifornischen Monterey und in der Sportpädagogik veranlassten ihn zur Veröffentlichung seines ersten internationalen Bestsellers, „The Inner Game of Tennis“. Auch in seinen späteren Büchern, „The Inner Game of Music“ und „The Inner Game of Golf“ und „The Inner Game of Skiing“, sowie als Business Coach zahlreicher großer Konzerne weist er auf die überragende Bedeutung der Psyche für einen Erfolg im Sport oder im Geschäftsleben hin.

## Wirken
Seinen Schwerpunkt legt er dabei darauf, vermeidbare Selbstbeschränkungen wie Anspannung, Selbstzweifel, Selbstkritik, Versagensängste und Minderwertigkeitskomplexe durch Fokussierung auf Technik, Bewegung, Körpergefühl und einfache psychologische Tipps zu überwinden. Gleichzeitig macht er auch klar, dass die erste Verantwortung der Lehrer oder auch der Eltern und Vorgesetzten darin liegt, nicht durch kontraproduktive – insbesondere einschüchternde – pädagogische Maßnahmen ebensolche negativen „Markierungen“ zu setzen. In den letzten 20 Jahren hat Timothy Gallwey diese von ihm Inner Game genannten Mechanismen in erster Linie durch Seminare, Vorträge und individuelles Coaching bei Konzernen wie AT&T, IBM, Arco, Apple Computer oder auch Coca-Cola eingeführt. Hierbei setzt er neuerdings seine Schwerpunkte in der Beratung bei der Zusammenarbeit innerhalb von Firmen und Arbeitsteams.
In seinem 1974 erschienenen Buch The Inner Game of Tennis erwähnte Gallwey den Kamikaze-Halbvolley-Return und prophezeite, dass dieser Schlag das Tennis revolutionieren werde. Roger Federer überraschte mit diesem Schlag Novak Đoković beim Finalspiel des ATP-Turniers in Cincinnati 2015 und gewann die Partie.

## Werke (Auswahl)
- Inner Game Coaching: Warum Erfahrungen der beste Lehrmeister sind. allesimfluss-Verlag, Staufen 2011, ISBN 978-3-9809167-4-5
- Tennis – Das innere Spiel: Durch entspannte Konzentration zur Bestleistung. Goldmann TB, München 2012, ISBN 978-3-442-21977-3
- Inner Game Golf: Die Idee vom Selbstcoaching. allesimfluss-Verlag, Staufen 2011, ISBN 978-3-9809167-0-7